# Josipa Lisac
Josipa Lisac, född 14 februari 1950 i Zagreb, är en kroatisk rock- och popsångerska.

## Biografi
Lisac blev som 10-åring en del av RTV-Zagrebs barnkör. Hon var sångerska i rockgruppen O'Hara 1967 och kort därefter sångerska i Zlatni akordi. Tillsammans med de senare släppte hon två album 1968. Hon träffade sedan rocksångaren och kompositören Karlo Metikos och inledde ett musikaliskt samarbete med honom. Det resulterade i hennes debutalbum, Dnevnik jedne ljubavi, som soloartist 1973. Hon gjorde sig även bemärkt för sin medverkan i den kroatiska rockoperan Gubec-beg, skriven av Ivica Krajač och Miljenko Prohaska, som hade premiär 1975. 1976 släppte hon jazzalbumet Josipa Lisac & B.P. Convention Big Band International, där bl.a. Ernie Wilkins, Clark Terry och Johnny Basso medverkade. Därefter flyttade hon Metikos till USA, där de bodde i tre år. 1979 släppte hon albumet Made in USA, som gavs ut i en engelsk och en kroatisk version. Också 1980-talet innebar framgångar för Lisac.
Jugoslaviska krigen och partnern Karlo Metikos död i december 1991 inledde en ny period i Lisacs karriär. Under 1990-talet genomförde hon flera hyllningskonserter till minne av Metikos varav den första av dem, Ritam kise, hölls 1992. Där medverkade bl.a. Arsen Dedić, Dino Dvornik, 4M och Neno Belan. 1994 släpptes inspelningen från denna konsert med albumet Ritam kise. För denna tilldelades hon en Porin samma år. Hon tilldelades också en Porin för albumet Koncert u cast Karla Metikosa från 1996. Hon har även genomfört konserter tillsammans med Toni Cetinski, Dado Topić och Massimo Savić.
Lisac har deltagit tre gånger i den jugoslaviska uttagningen (Jugovizija) till Eurovision Song Contest; Hon deltog första gången 1969 med bidraget Najlepsi dan och kom på delad sista plats med 0 poäng. Hon återkom året efter och uppnådde 2:a plats med bidraget Jos te cekam. Hennes sista deltagande i Jugovizija var 1987 då hon framförde bidraget Gdje Dunav ljubi nebo och kom på 9:e plats.

## Diskografi

### med Zlatni akordi
- Lopov/Halo taxi/Voljeti, to je radost/To je naša ljubav (1968)
- Sunce sja za nas (1968)

### Soloalbum
- Dnevnik jedne ljubavi (1973)
- Najveći uspjesi '68./'73. (1974)
- Majko zemljo (1974)
- Gubec Beg (rock-opera) (1975 - Josipa je pjevala/igrala Janu)
- Josipa Lisac & B.P. Convention Big Band International (1976)
- Made in USA (1979)
- Hir, hir, hir (1980)
- Lisica (1982)
- Hoću samo tebe (1983)
- Jahači magle (1986)
- Boginja (1987)
- Balade (1987)
- Live in Lap (1992)
- Čestit Božić (1992)
- Ritam kiše (1993)
- Koncert u čast Karla Metikoša (1995)
- Antologija (1997)
- The best of (1998)
- Život (2000)
- Josipa Lisac Live (2002)
- The Platinum Collection (2007)
- Živim po svome (2009)